# Code::Blocks
Код блокс (енгл. Code::Blocks) је бесплатан ИРЕ за више платформи отвореног кода који подржава више компајлера укључујући Кленг и Visual C++. Развијен је у C++ користећи wxWidgets као ГУИ алат. Користећи архитектуру додатака, његове могућности и карактеристике су дефинисане обезбеђеним додацима. Тренутно, Code::Blocks је оријентисан на C, C++ и Фортран. Има прилагођени систем израде.
Code::Blocks се развија за Виндовс и Линукс и пренет је на FreeBSD,  OpenBSD  и Соларис.  Најновија бинарна верзија обезбеђена за MacOS верзију је 13.12 објављена 2013/12/26 (компатибилна са Mac OS X 10.6 и новијим), али новије верзије се могу компајлирати и MacPorts обезбеђује верзију 17.12.

## Историја
Након објављивања две верзије кандидата за издање, 25. октобра 2005. године, уместо коначног издања, програмери пројекта су почели да додају многе нове функције, при чему је коначно издање више пута одлагано. Уместо тога, било је ноћних верзија најновије СВН верзије које су биле доступне на дневној бази.
Прво стабилно издање било је 28. фебруара 2008, са промењеним бројем верзије. Шема верзија је промењена у Убунту, са главним и мањим бројем који представља годину и месец издања. Верзија 20.03 је најновије стабилно издање; међутим за најновију верзију корисник може преузети релативно стабилну ноћну верзију или преузети изворни код са СВН-а.
У априлу 2020. пронађена је критична софтверска рањивост у Code::Blocks IDE v17.12, коју је идентификовао CVE-2020-10814. 

## Карактеристике

### Компајлери
Code::Blocks подржава више компајлера, укључујући ГНУ колекцију компајлера, Кленг и др. Иако је ИДЕ дизајниран за језик C++, постоји одређена подршка за друге језике, укључујући Фортран и D. Додатни систем је укључен за подршку другим програмским језицима.

### Уређивач кода
ИДЕ садржи истицање синтаксе кода, претраживач класа, хексадецимални едитор и многе друге услужне програме. Отворене датотеке су организоване у картице. Уређивач кода подржава избор фонта и величине фонта и персонализоване боје за истицање синтаксе.

### Дебагер
Програм за отклањање грешака има пуну подршку за тачку прекида. Такође омогућава кориснику да отклони грешке у свом програму тако што има приступ локалном функцијском симболу и приказу аргумената, кориснички дефинисаним сатовима, стеку позива, растављању, прилагођеном думпу меморије, пребацивању нити, ЦПУ регистрима и ГНУ интерфејсу за отклањање грешака.

### Пројектни фајлови и систем изградње
Code::Blocks користи прилагођени систем изградње, који своје информације чува у XML пројектним датотекама.